# Pevninská šíje

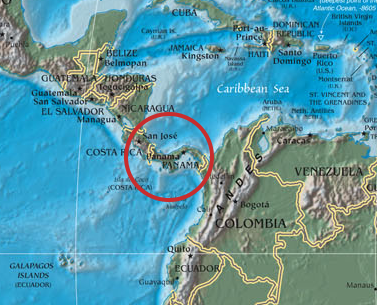
Panamská šíje spojuje Severní a Jižní Ameriku.

Pevninská šíje, též převlaka či  isthmus (z řeckého ἰσθμός), je geografický termín, který označuje úzký pruh pevniny mezi vodními masami, který spojuje poloostrov s pevninou, nebo podobné spojení dvou kontinentů.
Pevninská šíje je opakem, resp. pevninskou analogií úžiny či průlivu (vodní cesty, která rozděluje pevninu a spojuje dvě vodní masy). Zpravidla jde o strategicky cenné území. Často jsou využívány pro stavbu průplavů.
Specifickým druhem šíje je tombolo, naplavený nízký pruh souše spojující menší ostrovy s pobřežím nebo mezi sebou. Často bývají při přílivu zaplavována. Mají poměrně rychlou dynamiku vývoje a v historii několik takových významných šíjí zaniklo – např. v roce 1825 bouře přerušila šíji v Limfjordském průlivu v Dánsku, čímž se ze Severojutského poloostrova stal Severojutský ostrov. Podobně v roce 1480 silný cyklón rozrušil Adamův most, dlouhou korálovou šíji mezi Indií a Cejlonem.

## Příklady

### Kontinentální
- Panamská šíje ( Panama) – spojuje Severní (nebo Střední) a Jižní Ameriku
  - vede přes ni Panamský průplav (nejde ale o průkop)
- Suezská šíje ( Egypt) – spojuje Asii a Afriku, je prokopaná průplavem
- Tehuantepecká šíje ( Mexiko) – spojuje Severní a Střední Ameriku

V jistém smyslu lze celou pevninskou Střední Ameriku (v užším smyslu) považovat za rozsáhlou šíji spojující Severní a Jižní Ameriku.

### Další
- Aucklandská šíje ( Nový Zéland) – spojuje Aucklandský poloostrov se zbytkem Severního ostrova
- Avalonská šíje ( Kanada) – spojuje Avalonský poloostrov se zbytkem ostrova Newfoundland
- Dubrovnická šíje ( Chorvatsko) – spojuje západní a východní část města Dubrovník
- šíje Chignecto ( Kanada) – spojuje Nové Skotsko se zbytkem Severní Ameriky
- Karelská šíje ( Rusko) – mezi Finským zálivem a Ladožským jezerem
  - napůl vnitrozemská šíje; Rusko ovládá i ostatní suchozemské cesty na Skandinávský poloostrov
- Korejská šíje ( Severní Korea) – spojuje Korejský poloostrov se zbytkem Asie
- Korintská šíje ( Řecko) – spojuje poloostrov Peloponés se zbytkem kontinentálního Řecka, je prokopaná průplavem
- šíje Kra ( Thajsko) – spojuje Malajský poloostrov s Asií
- Niagarský poloostrov (/) – vnitrozemská šíje mezi jezery Erie a Ontario
- Osorská šíje ( Chorvatsko) – prokopaná šíje ve městě Osor mezi ostrovy Cres a Lošinj
- Perekopská šíje ( Ukrajina) – spojuje poloostrov Krym s Ukrajinou; od roku 2022 okupována Ruskem
- Prasonisi ( Řecko) – turisticky známá šíje na ostrově Rhodos
- šíje Tayabas ( Filipíny) – na ostrově Luzon